# 園田小波
園田 小波（そのだ こなみ、1977年5月3日 - 2019年8月4日）は、少女漫画家。兵庫県尼崎市出身。血液型はAB型。
ペンネームの由来は地元の阪急園田駅から『園田』、本名の美奈子を逆に読んだ『こなみ』に漢字を当てはめた。

## 活動
デビュー作は『ハイテンション・アワー』（第302回りぼんNEW漫画スクール努力賞受賞・1995年りぼん早春のびっくり大増刊号掲載）。
代表作の『チョコミミ』は、りぼん及びその派生誌で2003年から連載されていた。同作は2007年10月1日よりテレビドラマ化された。
2019年8月4日に乳癌のため死去したことが同年8月19日に公表された。これにより『チョコミミ』は未完のまま連載終了することになった。

## 作品リスト
- ハイテンション・アワー（『りぼん』1995年早春のびっくり大増刊号 - 1996年初夏のびっくり大増刊号） - デビュー作。
- ぼくの学校（『りぼん』1995年夏休みおたのしみ増刊号）
- 魔法使いパンジー（『りぼん』1995年秋のびっくり大増刊号 - 1996年早春のびっくり大増刊号）
- え〜かげんにせい!（『りぼんオリジナル』1996年8月号 - 2003年4月号）
- コナミルクSHOW（『りぼん』1996年秋のびっくり大増刊号 - 2003年秋のびっくり大増刊号）
- チョコミミ（『りぼんオリジナル』2003年6月号 - 2006年6月号[3]、『りぼん』2004年4月号 - 2019年8月号、『りぼん』2004年冬休みびっくり大増刊号 - 『りぼん』2019年夏の大増刊号りぼんスペシャルバニラ[4]）[5]
- べらぼーにブラボー（『りぼん』2008年夏休み大増刊号りぼんスペシャル - ）
- カッパとJK（『りぼん』2019年夏の大増刊号りぼんスペシャルバニラ）

### その他
- おもいでノート（『りぼん』2019年11月号[6] - 不明[要出典]）

## 書誌情報
- チョコミミ（既刊11巻） - 同項目を参照。
  - 『べらぼーにブラボー』併録（第9巻、第10巻）

### アンソロジー
- りぼん新人まんが家デビュー作集9 ドキドキの法則（1995年10月1日発売、ISBN 4-08-853824-2）
  - ハイテンション・アワー